# Paolo Barilla

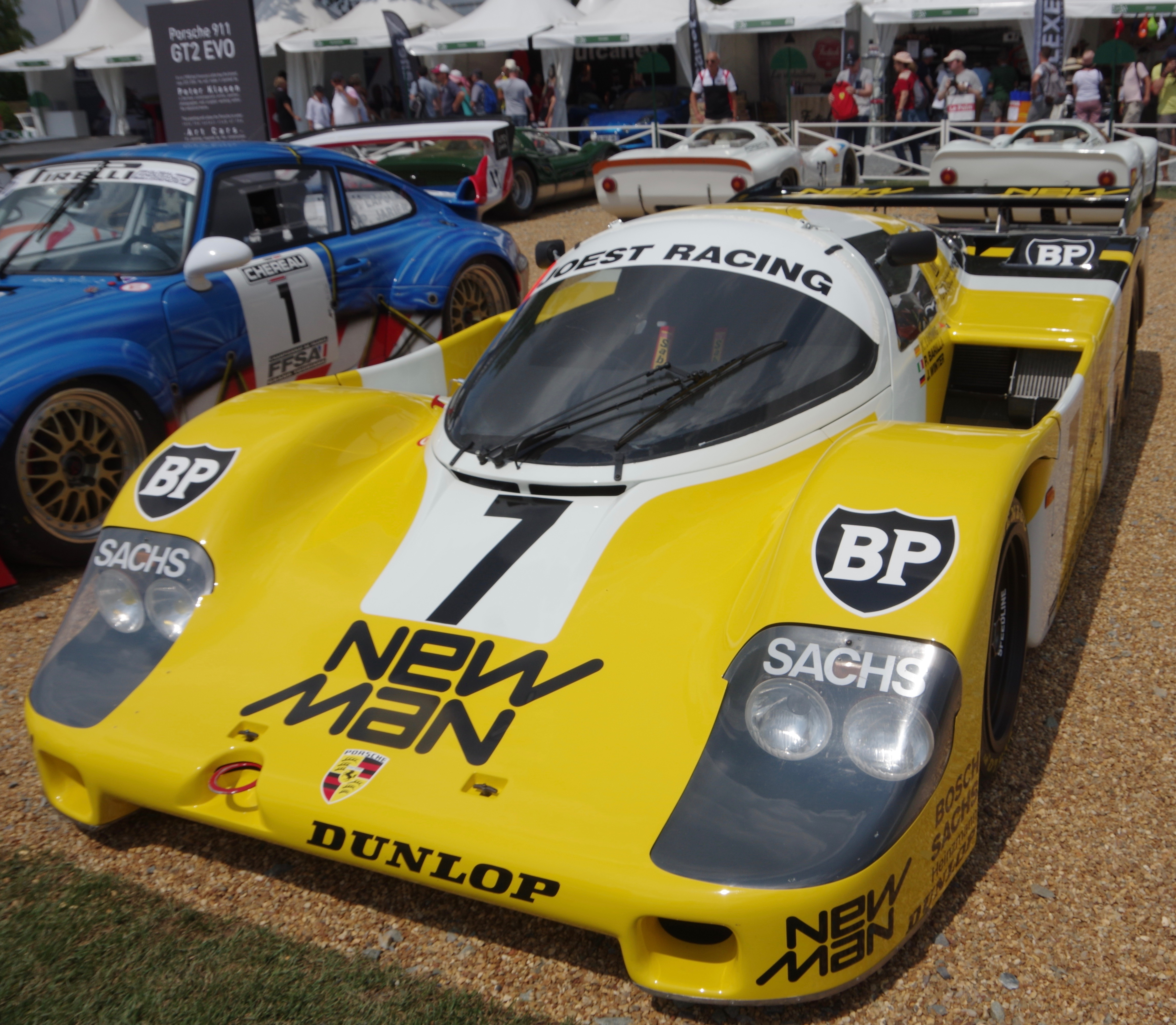
Porsche 956B, ganador de Le Mans 1985.

Paolo Barilla (Milán, 20 de abril de 1961) es un expiloto y empresario italiano de automovilismo. Compitió en Fórmula 1 con la escudería Minardi en 15 Grandes Premios.

## Carrera
En 1976 ganó un campeonato nacional de karting. En 1981 se inició en Fórmula 3 Italiana, coronándose campeón, para luego entrar a Fórmula 2 Europea con Minardi. Ganó las 24 Horas de Le Mans de 1985 en un Porsche 956B con Klaus Ludwig y Louis Krages. Participó en Fórmula 3000 Internacional entre 1986 y 1988 donde consiguió un cuarto lugar en Brands Hatch como su mejor resultado.
En 1989, entró en Minardi F1 como piloto probador, sin embargo, por una lesión de Pierluigi Martini participó en el Gran Premio de Japón, retirándose a las pocas vuelta. En 1990 compró un asiento titular, sin embargo, fue despedido faltando dos carreras. En total, largó 9 carreras de las 15 que disputó en su carrera en Fórmula 1, de las cuales acabó 4, siempre fuera de los diez mejores.
Luego de su paso por la F1 se retiró de la competencia, dedicándose a la empresa de comidas familiar, Barilla S.p.A..

## Resultados

### Fórmula 1
(Clave) (negrita indica pole position) (cursiva indica vuelta rápida)

| Año     | Escudería        | 1       | 2       | 3      | 4       | 5       | 6      | 7       | 8      | 9       | 10     | 11      | 12      | 13      | 14      | 15      | 16  | Pos. | Puntos |
| ------- | ---------------- | ------- | ------- | ------ | ------- | ------- | ------ | ------- | ------ | ------- | ------ | ------- | ------- | ------- | ------- | ------- | --- | ---- | ------ |
| 1989    | Minardi Team SpA | BRA     | SMR     | MON    | MEX     | USA     | CAN    | FRA     | GBR    | GER     | HUN    | BEL     | ITA     | POR     | ESP     | JPN Ret | AUS | NC   | 0      |
| 1990    | SCM Minardi Team | USA Ret | BRA Ret | SMR 11 | MON Ret | CAN DNQ | MEX 14 | FRA DNQ | GBR 12 | GER DNQ | HUN 15 | BEL Ret | ITA DNQ | POR DNQ | ESP DNQ | JPN     | AUS | NC   | 0      |
| Fuente: |                  |         |         |        |         |         |        |         |        |         |        |         |         |         |         |         |     |      |        |

### Rally Dakar
| Año     | Categoría | Vehículo   | Posición | Etapas |
| ------- | --------- | ---------- | -------- | ------ |
| 1986    | Coches    | Mitsubishi | Ret.     | -      |
| 2001    | Camiones  | Unimog     | Ret.     | -      |
| 2002    | Camiones  | Unimog     | 8.º      | -      |
| 2004    | Camiones  | Unimog     | 18.º     | -      |
| 2006    | Camiones  | MAN        | 20.º     | -      |
| 2009    | Coches    | Nissan     | Ret.     | -      |
| Fuente: |           |            |          |        |